# 베이린구 (시안시)

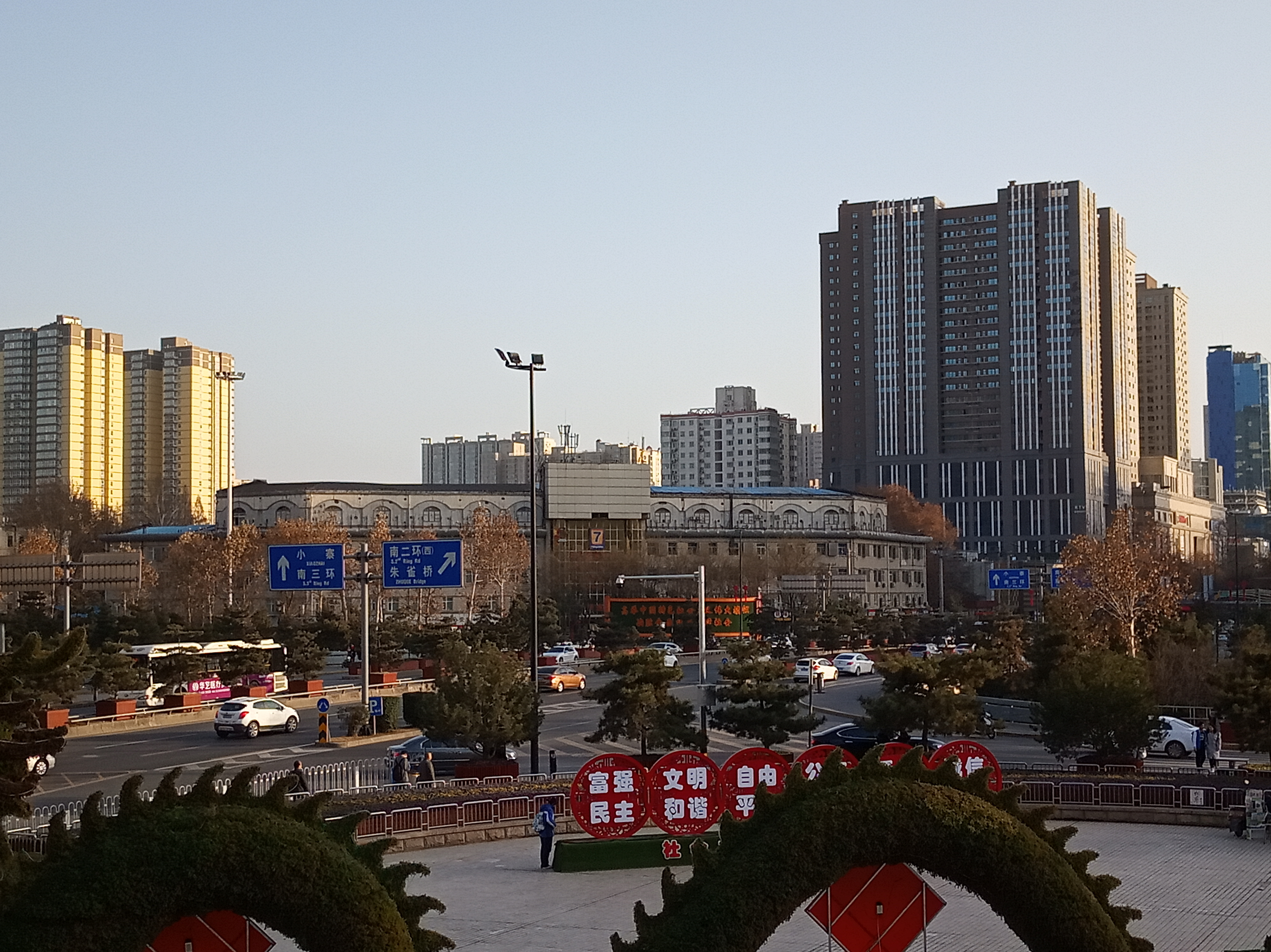

베이린구(한국어: 비림구, 중국어: 碑林区, 병음: Bēilín Qū)는 중화인민공화국 산시성 시안시의 현급 행정구역이다. 구의 이름은 이곳에 위치한 유명한 비림 박물관에서 유래하였다. 넓이는 22km2이고, 인구는 2007년 기준으로 750,000명이다.

## 행정 구역
베이린 구는 8개 가도를 관할한다.
- 가도: 南院门街道, 柏树林街道, 长乐坊街道, 东关南街街道, 太乙路街道, 文艺路街道, 长安路街道, 张家村街道.